# Lémur noir
Eulemur macaco
Espèce
Statut de conservation UICN

 EN  : En danger
Statut CITES
Le Lémur noir ou Lémur macaco est une espèce de primate lémuriforme de la famille des Lemuridae. Sa parenté taxinomique avec le Lémur aux yeux turquoise est sujet à controverses, ce dernier ayant été préalablement considéré comme une sous-espèce (Eulemur macaco flavifrons), alors que certains auteurs l'ont récemment élevé au rang d'espèce séparée (Eulemur flavifrons). Les deux taxons, qui partagent un dichromatisme sexuel particulièrement marqué - le pelage du mâle est intégralement noir, alors que celui de la femelle est roux - , se distinguent surtout par la couleur de leurs yeux, qui sont brun-orangé chez le lémur macaco et bleus chez son cousin.
Le Lémur noir évolue dans les forêts tropicales subhumides de la région du Sambirano, au Nord-Ouest de Madagascar, île dont il est endémique.

## Morphologie
Le Lémur noir a une taille moyenne de 90 à 100 cm (41 cm en moyenne pour le corps et 55 cm pour la queue), pour une masse corporelle d’environ 2,4 kg. Il présente un dichromatisme sexuel marqué : les mâles étant entièrement noirs et les femelles brun roux, avec le ventre blanc. Les oreilles sont recouvertes de longues touffes de poils, noires chez les mâles et blanches chez les femelles.
Des glandes de marquage sont présentes au niveau du scrotum chez les mâles et de la vulve chez les femelles. Les mâles présentent également une zone glandulaire périanale dépourvue de poils, contrairement aux femelles.

## Répartition, habitat et régime alimentaire

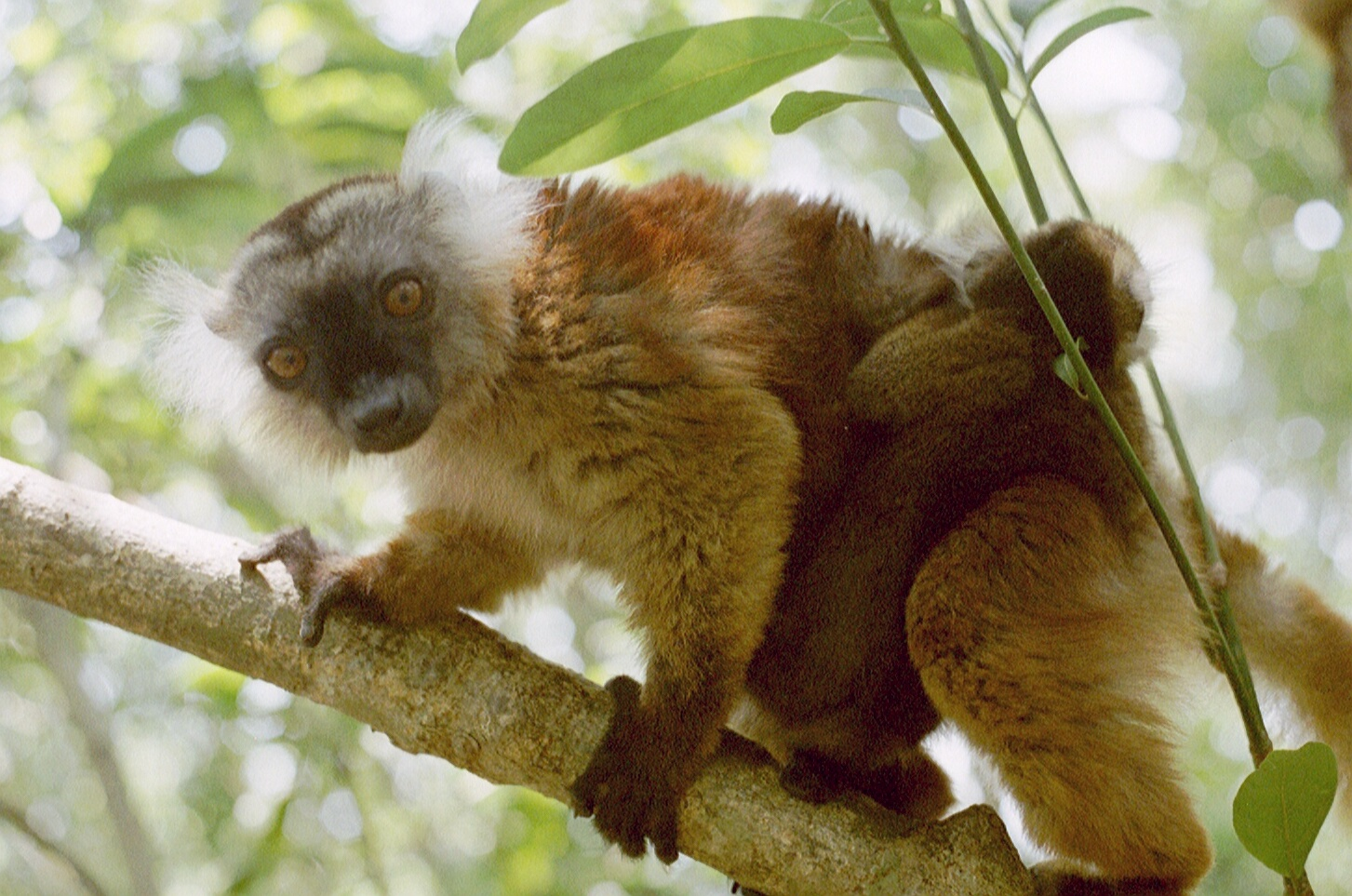
Lémur noir et son petit sur l'île de Nosy Be (réserve de Lokobe)

Le Lémur noir se rencontre uniquement au Nord-Ouest de Madagascar dans la région du Sambirano et dans les îles Nosy Be, Nosy Komba et Nosy Tanikely. C’est généralement la seule espèce du genre Eulemur dans ce domaine, cependant certaines zones de sympatrie avec le Lémur fauve ont été mentionnées.
Le Lémur noir occupe la forêt primaire, la forêt secondaire dégradée et des plantations de caféiers, d’anacardiers ou de cacaoyers. Son habitat est hétérogène et complexe sur le plan botanique.
Le Lémur noir consomme des fruits, des feuilles, des fleurs, du nectar, occasionnellement des insectes, et ce de façon variable en fonction de la saison. Pendant la saison humide les fruits prédominent dans le régime alimentaire, tandis que pendant la saison sèche les lémurs consomment certaines fleurs et feuilles qu’ils délaissent pendant d’autres parties de l’année.

## Rythme d’activité
Le Lémur noir présente une activité cathémérale : des périodes significatives d’activité ont lieu à la fois pendant les phases claires et obscures du cycle journalier.

## Biologie de la reproduction
Chez le Lémur noir, comme chez les autres lémuriens, la reproduction est saisonnière. La saison des accouplements s’étend d'avril à juin à Madagascar et de novembre à janvier en captivité dans l’hémisphère nord. La maturité sexuelle est atteinte vers l’âge d’un an et demi, mais les jeunes ne se reproduisent généralement qu’à partir de la seconde saison de reproduction suivant leur naissance c’est-à-dire vers deux ans et demi. Le cycle œstral des femelles dure 33 jours, avec un œstrus de 3 jours pendant lequel la période de réceptivité est extrêmement courte : de quelques heures à 2 jours. Les femelles peuvent donner naissance à un ou deux jeunes après un temps de gestation moyen de 128 jours. La gestation a donc lieu pendant la saison sèche et les naissances au début de la saison humide.

## Système social
Le Lémur noir vit en groupes multimâles multifemelles, de taille restreinte de l’ordre d’une dizaine d’individus en moyenne. L’organisation sociale de cette espèce se caractérise par une dominance des femelles : dans un contexte agonistique, toutes les femelles de Lémur noir peuvent supplanter tous les mâles de leur groupe. Cette caractéristique est partagée par un certain nombre de prosimiens malgaches dont le plus connu est le Maki catta.

## Communication
Chez Eulemur macaco macaco les signaux de communication visuelle se résument essentiellement à des postures, des mouvements (de la queue en particulier) et de rares mimiques faciales. En revanche, ces animaux passent une grande partie de leur temps à échanger des signaux chimiques et sonores.

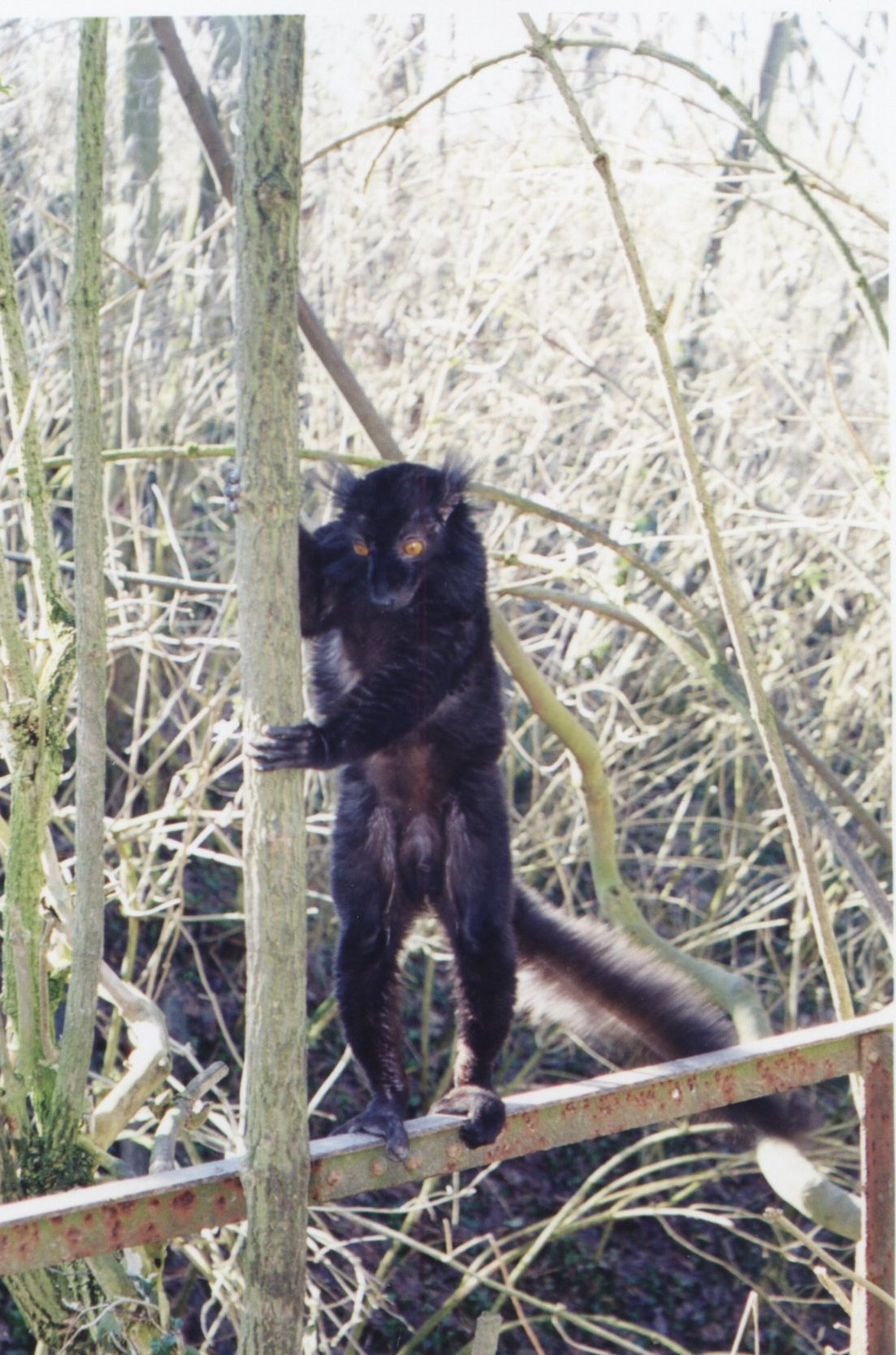
Mâle lémur noir adulte